# مارتن بليسينج
مارتن بليسينج (بالألمانية: Martin Blessing)‏ هو مصرفي ورائد أعمال ألماني، ولد في 6 يوليو 1963 في بريمن في ألمانيا.

## وصلات خارجية
- مارتن بليسينج على موقع مونزينجر (الألمانية)